# Proxychains-ng
proxychains-ng es un servidor proxy que soporta los protocolos de internet HTTP(S), SOCKS4 y SOCKS5, y que funciona sobre distribuciones Linux/GNU,  BSD y  Mac OS X (plataformas Unix). 
Proxychains-ng permite que cualquier conexión  TCP hecha por un programa dado siga una serie de proxies (de los protocolos mencionados) hasta 
su destino. La lista de proxies se define con anterioridad.
Proxychains está escrito en C (compilador recomendado por los autores GCC) y es distribuido bajo una licencia GPL.

## Características
- La posibilidad de encadenar varios tipos de proxies a la vez HTTP- SOCKS4 - SOCKS5
- Diferentes opciones de encadenamiento: aleatorio (random), Estricto (Strict), dinámico (dynamic), round Robind.
- Resolver peticiones DNS (UDP) a través de proxy.
- Configurar la longitud de la cadena (número de proxies encadenados).

## Historia
Proxychains es un proyecto de software libre que dio comienzo en 2006. La última versión estable fue la 3.0, tras un tiempo sin mantenimiento a partir del código original surgió proxichains-ng (proxichains nueva generación). La nueva versión soluciona algunos bugs y mejora la estabilidad aparte de añadir algunas opciones más que el original, la primera versión estable es la 3.1. El autor principal de proxychains (N3E7CR34TUR3) no forma en esta nueva versión. Ninguno de los dos proyectos tiene página web oficial: el software se encuentra en SourceForge y el código se puede obtener de GitHub.
Proxychains viene instalado por defecto en las distribuciones orientadas a seguridad basadas en Linux/GNU, Backtrack y Kali.
Empezó a ser más conocido al ser utilizado en varios tutoriales en combinación con Tor. 